# Hermann Cohn (Mediziner)

Hermann Cohn

Hermann Cohn (geboren am 4. Juni 1838 in Breslau; gestorben am 11. September 1906 ebenda) war ein deutscher Ophthalmologe.

## Leben
Als Sohn wohlhabender jüdischer Eltern – Philippine Cohn, geborene Falk aus Posen, und Löbel Samuel Cohn (1808–1869) – besuchte Hermann Cohn in Breslau das Maria-Magdalenen-Gymnasium. Hier hatte er in der Mitte des 19. Jahrhunderts erfahren müssen, wie mangelhaft die Beleuchtung in den Schulzimmern war. Wohl den ganzen Winter hindurch musste der Nachmittagsunterricht, nicht selten auch die ersten Stunden am Morgen, bei künstlicher Beleuchtung erteilt werden. In der Schreibstunde wurde zwischen je zwei Plätzen ein Talglicht auf den Schultisch geklebt. Während des Leseunterrichts geschah dies nicht. Die Fleißigen dürften sich die Augen verderben, den Mindereifrigen stand es frei, zu erklären, dass sie nichts mehr sehen könnten. Diese Beschreibung stammt von Max Grube, dem späteren Schauspieler und Theaterintendanten, der etwa 15 Jahre später als Cohn ebenfalls das Magdalenäum besucht hatte. Nach dem Abitur konnte Hermann Cohn sein Studium ohne finanzielle Sorgen angehen.
Zunächst studierte er ab 1857 Chemie und Physik in Breslau und Heidelberg sowie ab 1860 Medizin in Heidelberg, Breslau und Berlin. Seine Lehrer waren unter anderem Gustav Kirchhoff, Robert Bunsen, Helmholtz, Rudolf Virchow und Richard Förster.
Cohn promovierte 1863 in Berlin, war 1864 in Breslau Assistenzarzt bei Richard Förster und betrieb 1866 weitere Studien bei dem berühmten Ophthalmologen Albrecht von Graefe in Berlin, bei de Wecker in Paris und bei Ritter von Arlt in Wien. Danach ließ er sich mit einer eigenen Augenklinik in Breslau nieder.
Seine Ehefrau Valeska Cohn, geborene Friedländer (geboren am 6. September 1853; gestorben am 19. Januar 1927), war eine Schwester des aus Oberschlesien stammenden Großindustriellen Fritz von Friedlaender-Fuld. Ein Sohn von Hermann und Valeska Cohn war der Schriftsteller Emil Ludwig. Für die Namensänderung hatte sich der Vater noch erfolgreich eingesetzt.

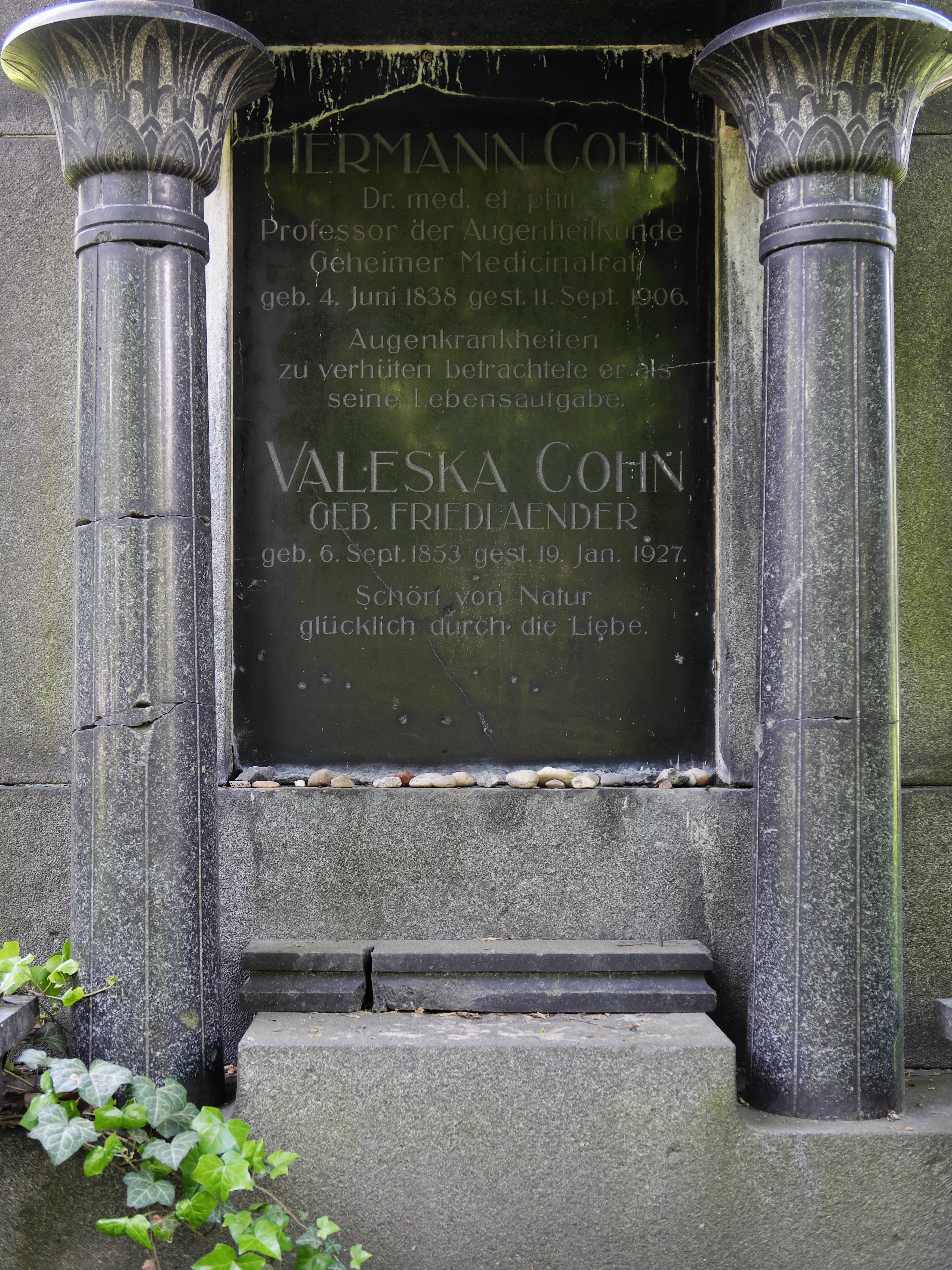
Grabplatte von Hermann und Valeska Cohn auf dem Alten Jüdischen Friedhof in Breslau

Hermann Cohn starb im Alter von 68 Jahren. Seine Grabstätte befindet sich auf dem alten jüdischen Friedhof in Breslau.

## Leistung
Hermann Cohn habilitierte sich 1868 an der Universität Breslau als Dozent für Augenheilkunde. Er liebte offene Worte, wenn es darum ging, Wahrheiten ans Tageslicht zu bringen. Und so verurteilte er seine ehemalige Schule wegen der allzu schlechten Lichtverhältnisse als „augenmörderisch“. Ein Breslauer Stadtrat nannte ihn darauf „vermutlich geistig gestört“. Max Grube schrieb dazu weiter in seinen Jugenderinnerungen: „Aus dieser Dunkelheit des Breslauer Maria-Magdalenen-Gymnasiums ist aber viel Licht über Deutschlands Schulen ausgegangen. Sie gab wohl dem trefflichen Augenarzt Hermann Cohn den erleuchtenden Gedanken, die Schüler auf Kurzsichtigkeit zu untersuchen und Statistiken darüber aufzustellen.“ Das Ergebnis erschien 1867 in Leipzig: Untersuchungen der Augen von 10.060 Schulkindern, nebst Vorschlägen zur Verbesserung der den Augen nachtheiligen Schuleinrichtungen. Das Buch wurde auch ins Englische und Russische übersetzt. Es war Cohns Erfolg, dass das Gebäude des Gymnasiums noch im selben Jahr abgerissen und durch einen Neubau ersetzt wurde. Damit war ein Zeichen gesetzt worden. Cohn wurde der Augen-Spezialist, den der Hochadel und das Großbürgertum bevorzugten, der aber vor allem für junge Menschen viel getan hat, weil er den Anstoß zur schulärztlichen Versorgung gegeben hat. Und die Augenhygiene, heute eine weit verzweigte Wissenschaft, ist sozusagen eine Erfindung von Hermann Cohn. In Breslau wurde er nur noch der „Augen-Cohn“ genannt. Virchow, der seinem Schüler bis zu seinem Tode freundschaftlich verbunden war, hielt Vorträge über die Cohn’schen Errungenschaften. Wie Virchow war auch Cohn ein radikaler Demokrat, ein entschiedener Gegner des Krieges und ein Vorkämpfer für das Frauenstudium. 1874 wurde Cohn zum außerordentlichen Professor ernannt. Der „Ordentliche Professor“ blieb ihm als Juden zeitlebens verwehrt. Hohe Anerkennung fanden jedoch seine Bücher, seine Fachvorträge und Publikationen, die ihn zu einem der führenden Augenärzte Deutschlands machten. Im Jahr 1888 wurde er zum Mitglied der Gelehrtenakademie Leopoldina gewählt.

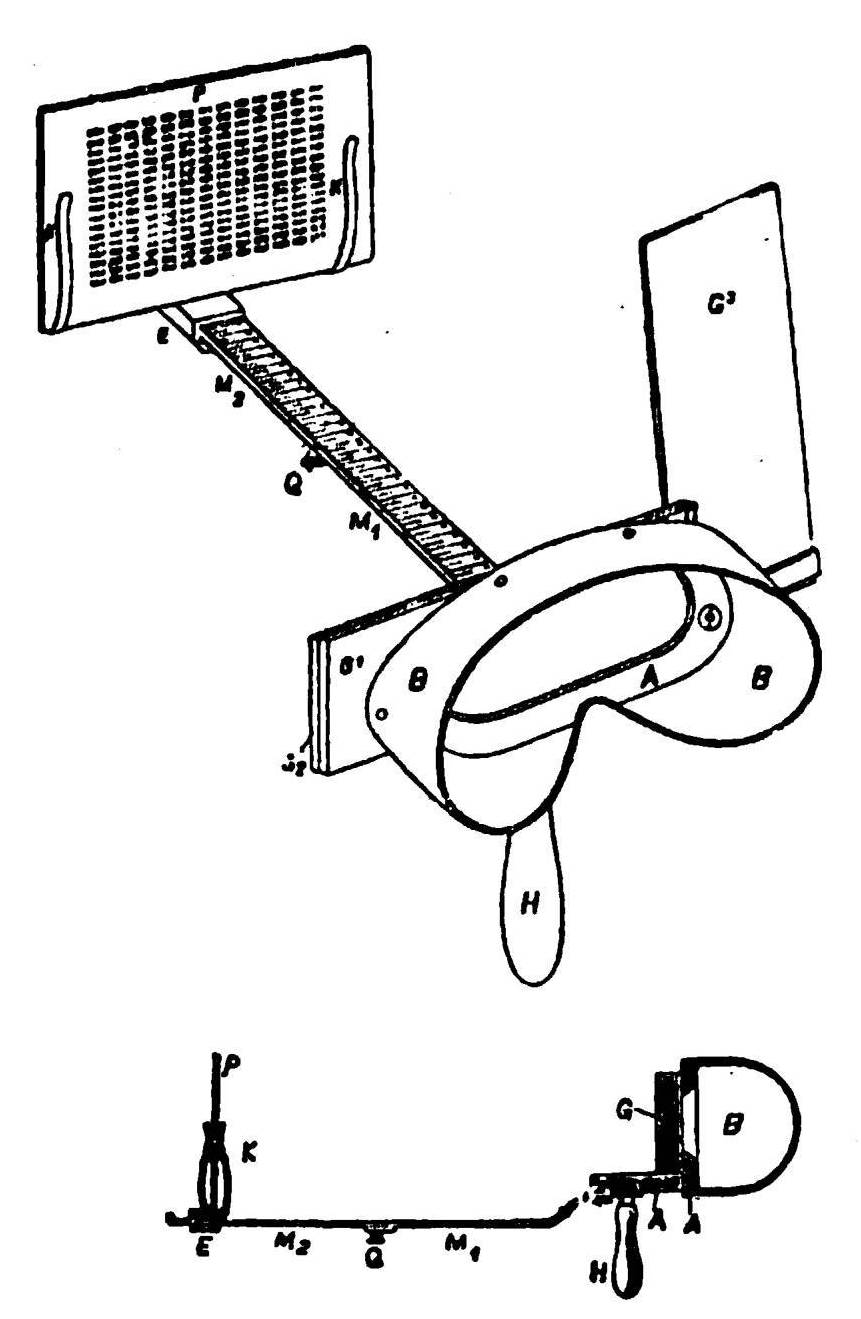
Lichtprüfer für Arbeitsplätze, 1899

In seinem Hause verkehrten Rudolf Virchow und Ernst Haeckel, Ludwig Büchner, Heinrich Schliemann und Ernst Schweninger. Cohn war es, der als Erster die Bedeutung Robert Kochs erkannte. Vierzig Jahre lang unterhielt Hermann Cohn mit eigenen Mitteln eine Poliklinik, in der arme Leute unentgeltlich behandelt wurden. Durch Operation oder Kur schenkte er Zehntausenden wieder ihr Augenlicht; er hat 45.000 Kranke unentgeltlich behandelt und ungefähr 5.000 größere Operationen durchgeführt. Cohn erfand und verbesserte sogar die Utensilien eines Augenarztes, wie Schutzbrillen, Lichtprüfer, Schullampen, Sehproben, Farbtafeln und anderes. Hermann Cohn war Mitglied der Gesellschaft der Brüder in Breslau. Für seine Verdienste erhielt er verschiedene Orden und Auszeichnungen.

## Veröffentlichungen
- Untersuchungen der Augen von 10.060 Schulkindern, nebst Vorschlägen zur Verbesserung der den Augen nachtheiligen Schuleinrichtungen, Leipzig 1867
- Schussverletzungen des Auges, Erlangen 1872
- Die Schulhäuser und Schultische auf der Wiener Weltausstellung: eine augenärztliche Kritik, Breslau 1873
- Vorarbeiten für eine Geographie der Augenkrankheiten, Jena 1874
- Studien über angeborene Farbenblindheit, Breslau 1879
- Die Augen der Frauen, Breslau 1879
- Die Hygiene des Auges in den Schulen, Wien 1883; Übersetzungen ins Englische (1886) und Russische (1887)
- Über künstliche Beleuchtung, Braunschweig 1883
- Ueber künstliche Beleuchtung im Hause. In: Die Gartenlaube. Heft 40, 1884, S. 668–669 (Volltext [Wikisource]).
- Schmerzlose Augenoperationen. Ueber das Cocain in der Augenheilkunde. In: Die Gartenlaube. Heft 4, 1885, S. 67–68 (Volltext [Wikisource]).
- Über den Beleuchtungswert von Lampenglocken, Wiesbaden 1885
- Über die Notwendigkeit der Einführung von Schulärzten, Leipzig 1886
- Die ärztliche Überwachung der Schulen zur Verhütung der Verbreitung der Kurzsichtigkeit, Wien 1887
- Die Schule der Zukunft, Hamburg 1890
- Über den Einfluss hygienischer Maßregeln auf die Schulmyopie, Hamburg 1890
- Die Bakterien des Auges. In: Die Gartenlaube. Heft 22, 1891, S. 362–364 (Volltext [Wikisource]).
- Lehrbuch der Hygiene des Auges, Wien 1891
- Georg Bartisch, ein Starstecher des Mittelalters. In: Deutsche Revue. Band 18, Nr. 3, 1893, S. 214 ff.
- Auge und Blendung. In: Die Gartenlaube. Heft 33, 34, 1894, S. 558–560, 578–579 (Volltext [Wikisource]).
- Zur Geschichte der Brillen. In: Die Gartenlaube. Heft 22, 1895, S. 367–368, 370–371 (Volltext [Wikisource]).
- Ueber operative Heilung der Kurzsichtigkeit. In: Die Gartenlaube. Heft 51, 1896, S. 864, 866–868, 870–871 (Volltext [Wikisource]).
- Über Verbreitung und Verhütung der Augeneiterung der Neugeborenen, Berlin 1896
- Dreissig Jahre augenärztlicher und akademischer Lehrthätigkeit: Rückblicke, Breslau 1897
- Die Sehschärfe der Naturvölker und der Deutschen. In: Die Gartenlaube. Heft 21, 1898, S. 661–666 (Volltext [Wikisource]).
- Die Sehleistungen von 50.000 Breslauer Schulkindern, Breslau 1899
- Wie müssen Bücher und Zeitungen gedruckt werden?, Braunschweig 1903
- Beiträge zu Albert Eulenburgs Real-Encyclopädie der gesammten Heilkunde. Erste Auflage
  - Band 1 (1880) (Digitalisat), S. 602–605: Augenkrankheiten
  - Band 2 (1880) (Digitalisat), S. 278–287: Blindenstatistik
  - Band 5 (1881) (Digitalisat), S. 153–156: Exophthalmometer
  - Band 10 (1882) (Digitalisat), S. 542–545: Phosphene; S. 562–566: Photopsia
  - Band 12 (1882) (Digitalisat), S. 248–299: Schulkinderaugen
- Werke von Hermann Ludwig Cohn in der Staatsbibliothek zu Berlin